# Тодор Александров
Тодор Александров Поп Орушов (4. март 1881, Ново Село, код Штипа – 31. август 1924, Сугарево, Бугарска) је био македонски и бугарски војвода и револуционарни вођа, оснивач ВМРО 1919. после Првог светског рата. Организација је имала за циљ стварање Независне Македоније у њеним етногеографским границама, између Шар планине на северу, Солуна као главног града на југу, албанских територија на западу иза градова Струге и Дебра и Родопских планина на истоку. Касније је организација донела одлуку о убиству југословенског краља Александра Карађорђевића која ће тек касније под вођством Ивана Ванча Михајлова над ВМРО-ом бити спроведена 9. октобра 1934.

## Мајски манифест и ликвидација
Након потписивања мајског манифеста 6. маја 1924. у Бечу, који је ујединио леве и десне снаге револуционара у боју за независну Македонију, Тодор Александров се замерио бугарском двору. Главни разлог је био посебна декларација, где се Македонија не помиње ни у каквом културном и политичком контексту са Бугарском. Тиме су се у декларацији одрекли и евентуалног територијалног повезивања са Бугарском.
Након потписивања Тодор Александров је покушао да спречи јавно објављивање манифеста. Ипак је ликвидиран 31. августа 1924. у пиринском селу Сугарево у Бугарској.